# Sieliszcze (rejon piński)
Sieliszcze (biał. Селішча; ros. Селище) – wieś na Białorusi, w obwodzie brzeskim, w rejonie pińskim, w sielsowiecie Parochońsk.
W dwudziestoleciu międzywojennym leżały w Polsce, w województwie poleskim, w powiecie pińskim, w gminie Pohost Zahorodzki. W pobliżu wsi znajdował się wówczas dwór.
Po II wojnie światowej w granicach Związku Sowieckiego. Od 1991 w niepodległej Białorusi.